# Šlomo Glickstein
Šlomo Glickstein (* 6. ledna 1958, Aškelon) je bývalý izraelský profesionální tenista. Ve své kariéře na okruhu ATP World Tour vyhrál dva turnaje ve dvouhře, třikrát odešel poražený jako finalista a sedmkrát se probojoval do finále turnajů ve čtyřhře. V roce 1985 se probojoval do finále mužské čtyřhry na French Open.
Na žebříčku ATP byl nejvýše ve dvouhře klasifikován v listopadu 1982 na 22. místě a ve čtyřhře pak v únoru 1986 na 28. místě.

## Tenisová kariéra
S tenisem začal v deseti letech. Mezi osmnáctým a jednadvacátým rokem věku jeho kariéru přerušila tříletá prezenční služba v izraelské armádě.
V roce 1981 zvítězil ve dvouhře na newjerseyském turnaji South Orange Open a stal se prvním izraelským hráčem v historii, který získal titul na turnajích kategorie Grand Prix. Ve stejné sezóně se probojoval do semifinále dvouhry Canada Masters.
Aktivní profesionální kariéru ukončil v roce 1988. V letech 1992–1996 pracoval jako ředitel Izraelské tenisové akademie v Ramat ha-Šaron.
Za daviscupový tým Izraele odehrál v letech 1976–1987 šedesát šest utkání s poměrem 44 vítězství a 22 porážek. K roku 2011 vedl historické daviscupové tabulky Izraele s nejvíce celkovými výhrami, vítěznými zápasy ve dvouhře (31) a také ve čtyřhře (13). Jeho čtyřicet čtyři výher je dvakrát více, než má na druhém místě tabulek Amos Mansdorf.
V roce 1981 získal zlatou medaili ve dvouhře na Makabejských hrách a stal se prvním Izraelcem, jenž dosáhl na zlato v tenisové soutěži.
K roku 2011 působil jako trenér v Izraelském tenisovém centru.

## Finále na Grand Slamu

### Mužská čtyřhra: 1 (0–1)

#### Finalista (1)
| Rok  | Turnaj      | Spoluhráč      | Vítězové                   | Výsledek           |
| 1985 | French Open | Hans Simonsson | Mark Edmondson Kim Warwick | 3–6, 4–6, 7–6, 3–6 |

## Finálové účasti na ATP World Tour: 2–3 D; 0–7 Č

### Dvouhra: 5 (2–3)

#### Vítěz (2)
| Č. | Datum             | Turnaj                             | Povrch | Finalista        | Výsledek      |
| -- | ----------------- | ---------------------------------- | ------ | ---------------- | ------------- |
| 1. | 31. prosince 1979 | Hobart, Austrálie                  | tvrdý  | Robert Van't Hof | 7–6, 6–4      |
| 2. | 28. července 1981 | South Orange Open, New Jersey, USA | antuka | Dick Stockton    | 6–3, 5–7, 6–4 |

#### Finalista (3)
| Č. | Datum          | Turnaj                        | Povrch    | Vítěz          | Výsledek      |
| -- | -------------- | ----------------------------- | --------- | -------------- | ------------- |
| 1. | 8. září 1980   | Bournemouth, UK               | antuka    | Angel Gimenez  | 6–3, 3–6, 3–6 |
| 2. | 6. října 1980  | Mistrovství Теl-Аvivu, Izrael | tvrdý     | Harold Solomon | 2–6, 3–6      |
| 3. | 25. října 1982 | Kolín nad Rýnem, SRN          | tvrdý (h) | Kevin Curren   | 6–2, 2–6, 3–6 |